# Amerila simillima
Amerila simillima är en fjärilsart som beskrevs av Rothschild 1917. Amerila simillima ingår i släktet Amerila och familjen björnspinnare. Inga underarter finns listade i Catalogue of Life.